# Un chien à la Maison-Blanche
Pour plus de détails, voir Fiche technique et Distribution.
Un chien à la Maison-Blanche (First Dog) est un téléfilm américain réalisé par Bryan Michael Stoller, et diffusé en 2010.

## Synopsis
C'est l'histoire d'un chien nommé Teddy qui appartient au président des Etats-Unis. Il est perdu lors d'une cérémonie présidentielle et se retrouve à des milliers de kilomètres de la Maison Blanche. Heureusement, un jeune garçon nommé Danny le trouve. Malheureusement, personne ne veut croire que Teddy appartient vraiment au président. Alors, Danny décide de le ramener chez lui en traversant tout le pays.

## Fiche technique
- Titre original : First Dog
- Titre français : Un chien à la Maison-Blanche
- Réalisation et scénario: Bryan Michael Stoller
- Costumes : Erika Howard
- Photographie : Bruce Alan Greene
- Musique : Harry Hansen
- Pays d'origine :  États-Unis
- Langue originale : anglais
- Genre : Comédie dramatique, road movie
- Durée : 90 minutes
- Dates de sorties :
  - États-Unis : 2010
  - France : 7 août 2012 (en DVD)

## Distribution
- Eric Roberts (VF : Michel Dodane) : le président des États-Unis
- Eliza Roberts (VF : Nathalie Bleynie) : la Première dame
- John-Paul Howard (VF : Nathalie Bienaimé) : Danny Milbright
- Little Bear : le chien Teddy
- Tom Lister, Jr. (VF : Gilbert Lévy) : Big Mike
- Priscilla Barnes (VF : Christine Pâris) : June Angell
- Paula Devicq (VF : Claudine Grémy) : Vicky-Ann
- Tim Peyton (VF : Thierry Bourdon) : Henderson
- Linda Bella : Sally
- Corbin Timbrook : M. Brentwood